# Opp (Alabama)
Opp é uma cidade localizada no estado americano do Alabama, no Condado de Covington.

## Demografia
Segundo o censo americano de 2000, a sua população era de 6607 habitantes.
Em 2006, foi estimada uma população de 6718, um aumento de 111 (1.7%).

## Geografia
De acordo com o United States Census Bureau, a localidade tem uma área de 46,6 km², dos quais 44,4 km² cobertos por terra e 2,2 km² cobertos por água.

## Localidades na vizinhança
O diagrama seguinte representa as localidades num raio de 24 km ao redor de Opp.